# Dobrzykowice
Dobrzykowice (deutsch: Wüstendorf) ist ein Dorf in der Landgemeinde Czernica (Tschirne) im Powiat Wrocławski der Woiwodschaft Niederschlesien in Polen.

## Geschichte
Im Jahre 1936 wohnten in dem Ort 480 Einwohner, 1939 waren es 459. Seit 1945 gehört das Dorf zu Polen. Die im Dorf lebende deutschsprachige Bevölkerung wurde größtenteils nach Deutschland vertrieben.

## Sehenswürdigkeiten
Die katholische Filialkirche St. Mariä Geburt (kościół filialny pw. Narodzenia Najświętszej Marii Panny) aus der Zeit vor 1757, errichtet auf Betreiben von Christophorus Hellmann, dem Ordensmeister der Breslauer Kreuzritter mit dem roten Stern, ist eine denkmalgeschützte spätbarocke Saalkirche. Sie wurde 1963 restauriert. Sie hat ein dreijochiges Langhaus mit einhochigem Chor. An einem Triumphbogen gibt es eine Stuckkartusche mit dem Wappen der Kreuzritter mit dem roten Stern.
Die Ausstattung ist überwiegend im Stil des Rokoko. Dazu kommt eine gotische Pietà vom Anfang des 15. Jahrhunderts. Das Werk entstand wahrscheinlich in einer der Werkstätten in Breslau und zeigt den Einfluss böhmischer Kunst.
Von den vier Gemälden der Seitenaltäre sind zwei (Maria Heimsuchung und Anbetung der Hirten) wahrscheinlich Nachbildungen von Michael Willmann. Die beiden anderen Gemälde der Seitenaltäre (Heilige Thekla und des Heiliger Stanislaus) wurden um 1720 in der Werkstatt des Breslauer Malers Johann Jacob Eybelwieser geschaffen.

## Töchter und Söhne
- Herbert Aulich (1927–2020), Maler

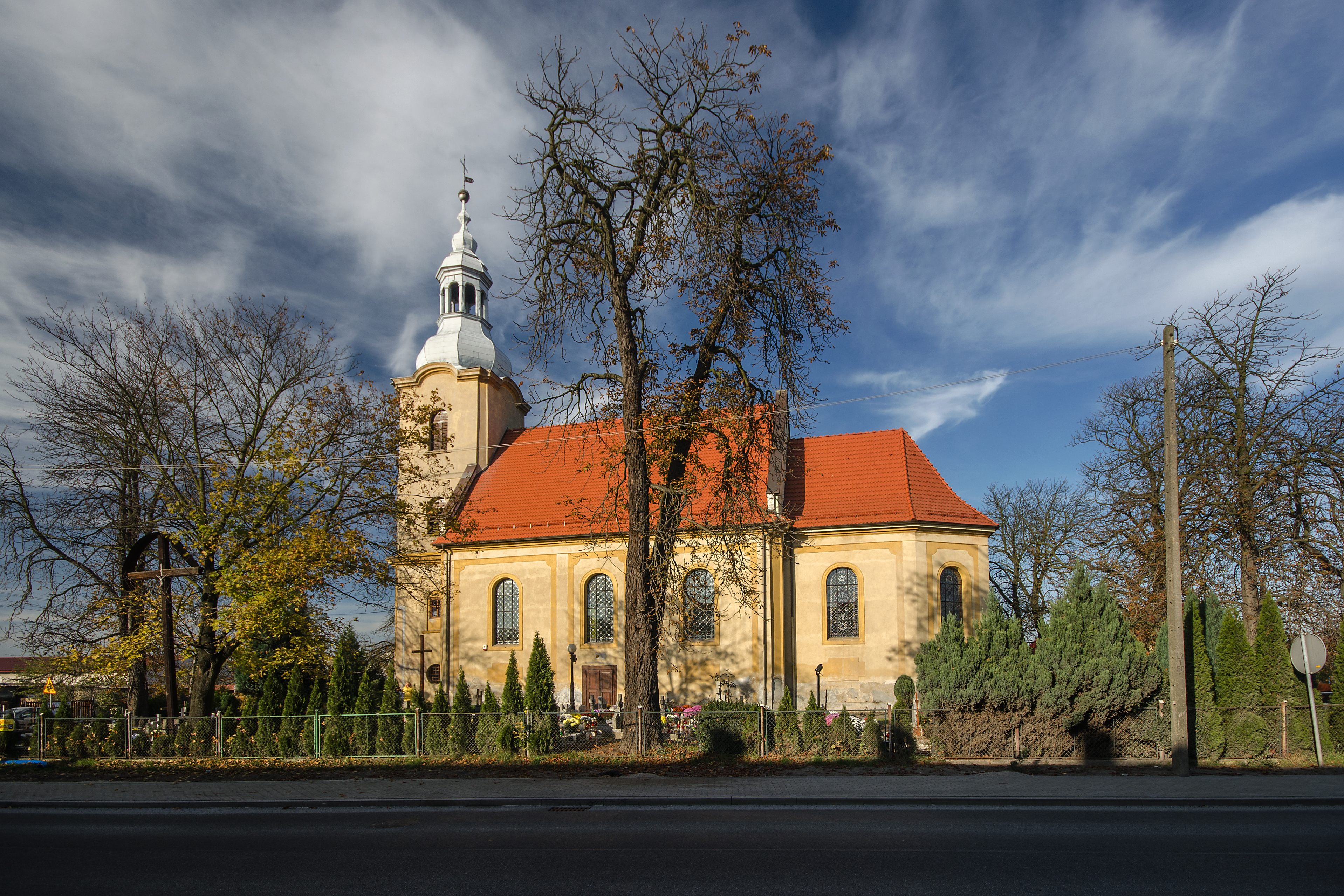
St. Mariä Geburt
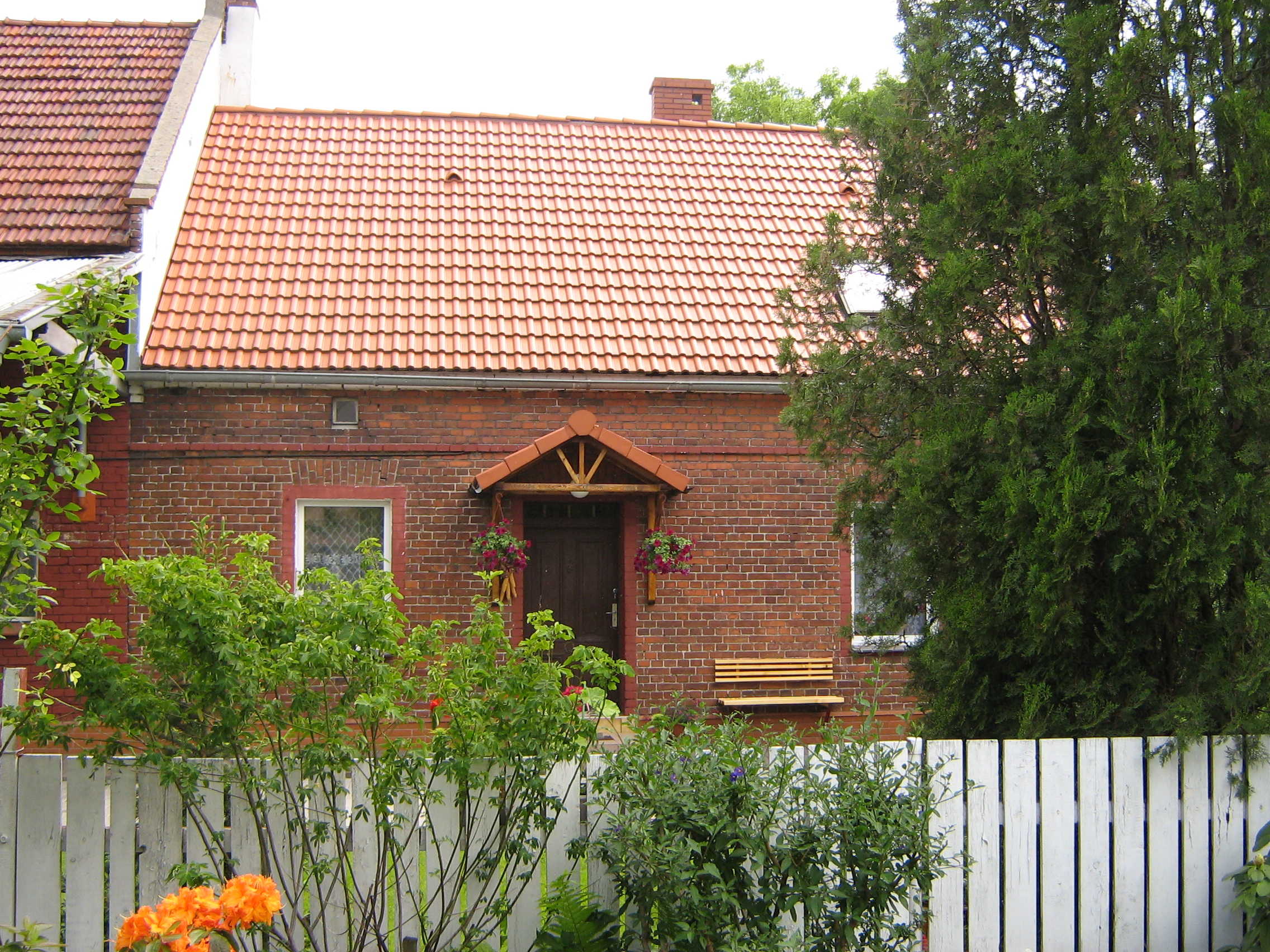
Dorfhaus
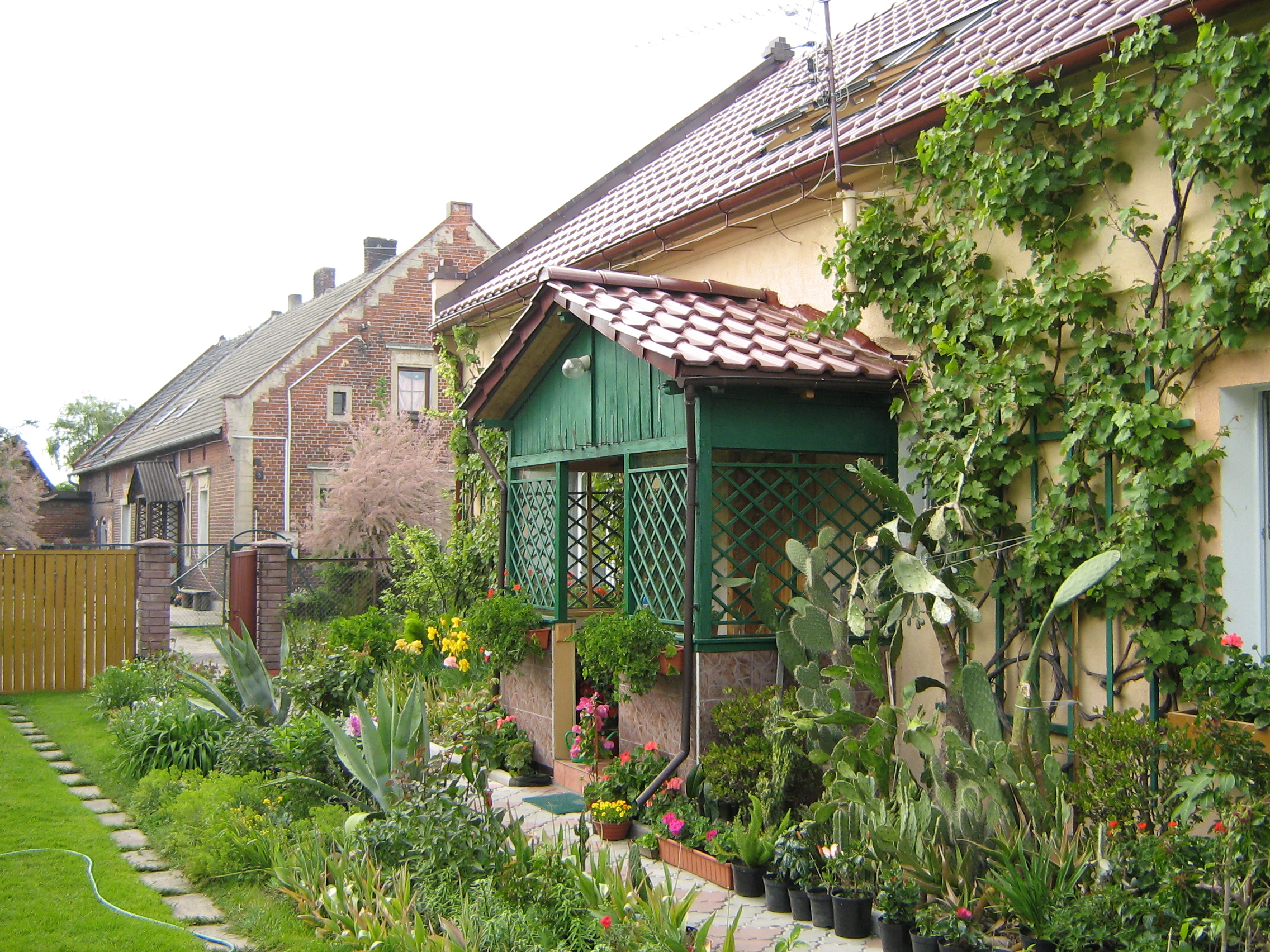
Dorfhaus